# Karolina Paluch
Karolina Irena Paluch (ur. 28 stycznia 1910 we Lwowie, zm. 16 września 1993 w Szczecinie) – polska chemiczka, nauczyciel akademicki i naukowiec, specjalistka w zakresie chemii organicznej, ze szczególnym uwzględnieniem reakcji związków organicznych z dwutlenkiem chloru (ClO2) i chlorynem sodu (NaClO2).

## Życiorys
Karolina Paluch pochodziła ze Lwowa, gdzie skończyła studia i rozpoczęła pracę zawodową w Uniwersytecie Jana Kazimierza. Wybuch II wojny światowej przerwał ten okres jej kariery zawodowej. Okres wojny i 4 lata powojenne spędziła we Lwowie i w Krakowie, a od 1948 roku była związana ze Szczecinem, a przede wszystkim Wydziałem Chemicznym Szkoły Inżynierskiej, przekształconej w 1955 roku w Politechnikę Szczecińską.

### Okres lwowski i krakowski
Karolina Paluch urodziła się we Lwowie w 1910 roku. Skończyła lwowskie gimnazjum (rok 1928), a następnie rozpoczęła studia na Wydziale Matematyczno-Przyrodniczym Uniwersytetu Jana Kazimierza (UJK). W 1935 roku obroniła pracę dyplomową na temat syntezy kwasu homotereftalowego (CAS: 501-89-3) i otrzymała dyplom magistra filozofii w zakresie chemii. Po studiach pracowała w UJK, początkowo (rok 1936) w Katedrze Chemii Organicznej prof. Romana Małachowskiego (stanowisko współpracownika naukowego), a następnie (1937–1941) – w Katedrze Krystalografii prof. Ludwika Chrobaka, jako asystentka.
W latach II wojny światowej Karolina Paluch pracowała w laboratorium chemicznym Kolei Wschodniej we Lwowie (1942–1944), a po wojnie – w Centralnym Laboratorium Przemysłu Spożywczego w Krakowie (1945–1949), gdzie zajmowała stanowisko kierownika działu fermentacji.

### Okres szczeciński

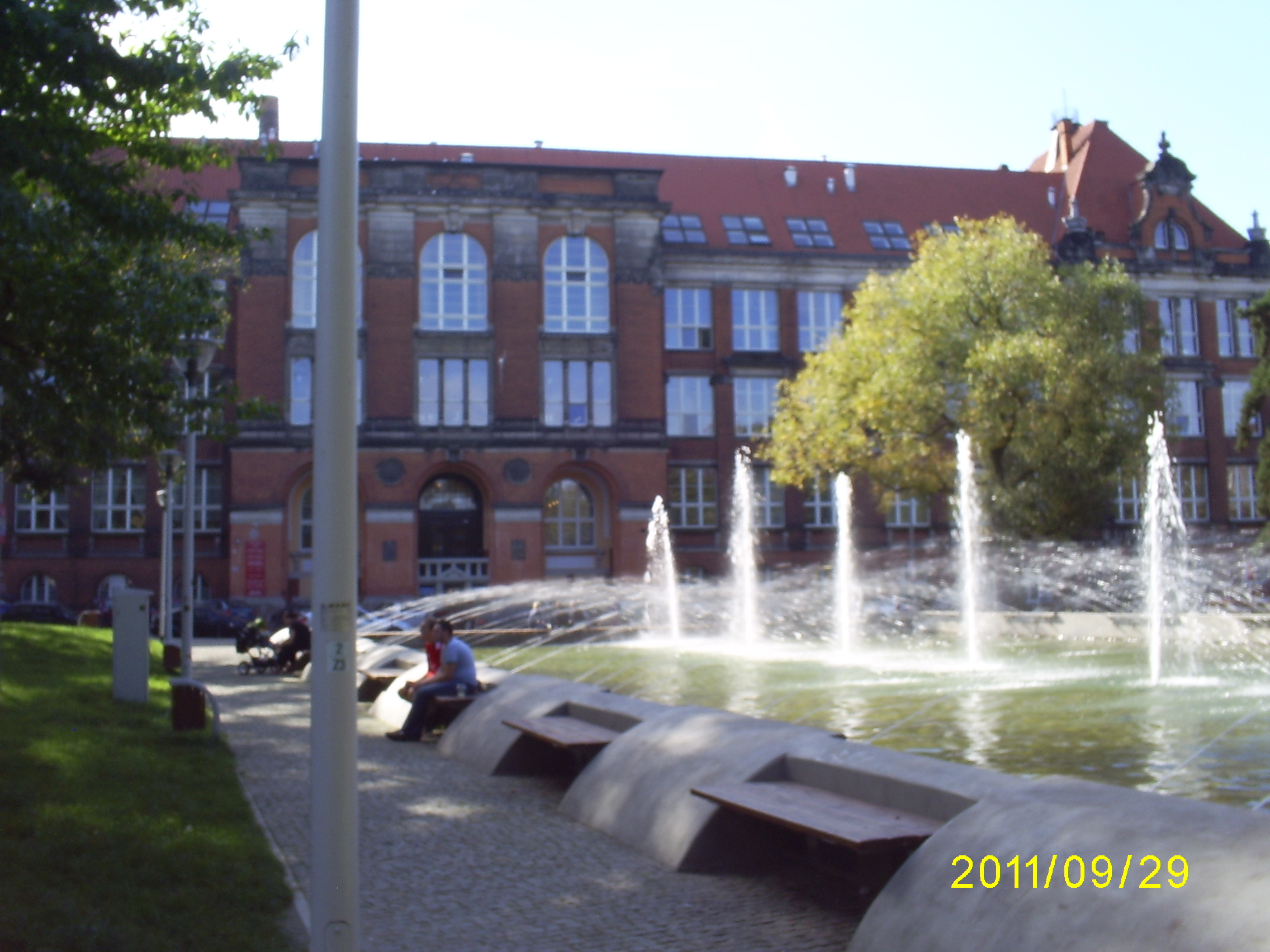
ZUT w Szczecinie, budynek Wydziału Technologii Chemicznej („Stara Chemia”) przy ul. Pułaskiego 10

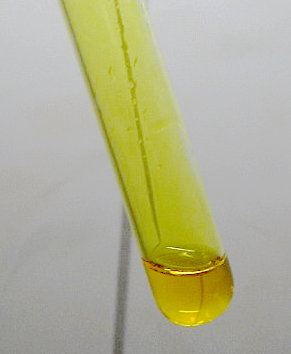
Dwutlenek chloru – żółty gaz i roztwór wodny

W 1949 roku K. Paluch przeniosła się do Szczecina, do nowej Szkoły Inżynierskiej (później – Politechnika Szczecińska, PS). Dziekan Wydziału Chemicznego tej szkoły, Jerzy Szmid, od 1947 roku poszukiwał kadrowej obsady stanowisk kierowników katedr. Od 1948 roku Katedrą Rentgenografii na tym Wydziale kierował prof. Ludwik Chrobak, dojeżdżający z Poznania. Jego byłej asystentce powierzono kierownictwo nowej Katedry Chemii Organicznej. W latach 1950–1952 prowadziła dodatkowo wykłady z analizy technicznej i technologii chemicznej organicznej oraz pełniła funkcję prodziekana Wydziału. Po zmianie przepisów dot. szkolnictwa wyższego w Polsce w 1954 roku otrzymała stanowisko zastępcy profesora, które w 1961 roku zostało przekształcone w stanowisko starszego wykładowcy w Katedrze Chemii Organicznej PS.
Od 1958 roku K. Paluch kierowała zespołem, prowadzącym badania reakcji związków organicznych z dwutlenkiem chloru i chlorynami. Zespół (początkowo 3 osoby, a później – 5 osób) opublikował wyniki tych prac w cyklu 35 publikacji naukowych. Były podstawą przyznania pięciu stopni doktorskich i jednej habilitacji. Własną, wykonaną w Szczecinie pracę doktorską, Karolina Paluch obroniła w Politechnice Wrocławskiej w 1961 roku, uzyskując stopień doktora nauk technicznych. Jest współautorką podręcznika „Technologia chloru i związków chloru” (1963). Habilitację w dziedzinie nauk chemicznych nadała jej Rada Wydziału Chemicznego Politechniki Śląskiej w Gliwicach w 1969 roku. Tytuł profesora nadzwyczajnego otrzymała w 1974 roku od Rady Państwa.
W 1962 roku nastąpiła zmiana organizacyjnej struktury Katedry Chemii Organicznej. Wyodrębniono dwa zakłady: Zakład Chemii Organicznej (kierownik: Karolina Paluch) i Zakład Syntezy Organicznej, którego kierownictwo objął dr hab. inż. Andrzej Fabrycy (do 1962 – pracownik Politechniki Śląskiej). W czasie kolejnej reorganizacji (1970) Zakład Chemii Organicznej włączono w strukturę nowo powstałego Instytutu Chemii Podstawowej. W 1980 roku, po odejściu prof. Karoliny Paluch na emeryturę, kierownikiem Zakładu został jej uczeń i współpracownik, doc. dr inż. Józef Jałowiczor, jeden z pierwszych absolwentów Wydziału Chemicznego Szkoły Inżynierskiej.

### Działalność pozauczelniana
Karolina Paluch była członkiem:
- Związku Chemików Polskich (rok 1937),
- Polskiego Towarzystwa Chemicznego od 1946 roku (należała do grupy członków założycieli Oddziału PTCh w Szczecinie),
- Polskiego Towarzystwa Przyrodników im. Kopernika,
- Szczecińskiego Towarzystwa Naukowego,
- Komisji Nauk Chemicznych Oddziału PAN w Szczecinie

## Wspomnienia, odznaczenia, upamiętnienie
Karolinie Paluch otrzymała:
- Krzyż Kawalerski Orderu Odrodzenia Polski,
- Złoty Krzyż Zasługi
- Medal Komisji Edukacji Narodowej,
- Złota Odznaka Honorowa Gryfa Pomorskiego

oraz 4 nagrody Ministra Szkolnictwa Wyższego i kilkanaście nagród rektora Politechniki. Jest matką chrzestną statku handlowego "Politechnika Szczecińska", na którym – na zaproszenie kapitana i załogi – odbyła podróż do Indii.
Pokolenia chemików – absolwentów Politechniki Szczecińskiej – wspominają Karolinę Paluch jako wspaniałego wykładowcę i wymagającego, ale sprawiedliwego egzaminatora. Cieszyła się dużą szacunkiem, a równocześnie sympatią studentów, czego wyrazem był m.in. wielki aplauz, jakim witano ją na kolejnych zjazdach absolwentów. Z materiałów, opublikowanych z okazji Jubileuszowego Zjazdu Absolwentów Wydziału (1947–1997), zamieszczono zdanie:

W pamięci pracowników i prawie 40 roczników absolwentów pozostała legendą Wydziału Chemicznego Politechniki Szczecińskiej

Pamięć o Karolinie Paluch utrwalają nauczyciele szczecińskich szkół, o czym świadczy zakres materiału z chemii, przekazany uczestnikom konkursu „Omnibus 2010” nt. Wybitni Polacy w dziejach powojennego Szczecina:

Zakres materiału z chemii: Najważniejsi są ludzie – Rola Uczonych przy powoływaniu i działalności Szkoły Inżynierskiej w Szczecinie oraz Wydziału Chemicznego Politechniki Szczecińskiej:
- Dr Jerzy Szmid
- Profesor Tadeusz Rosner
- Profesor Karolina Paluch
- Profesor Józef Kępiński